# Antonijs Černomordijs
Antonijs Černomordijs (Daugavpils, 26 settembre 1996) è un calciatore lettone, difensore del Riga FC e della nazionale lettone.

## Carriera

### Club
Ha giocato nella prima divisione lettone, oltre che per un breve periodo in quella cipriota (una sola presenza, con il Pafos); con la maglia del Riga FC ha segnato in carriera una rete in 15 presenze nei turni preliminari delle competizioni UEFA per club.

### Nazionale
Ha giocato nelle nazionali giovanili lettoni Under-19 ed Under-21.
Ha esordito nella nazionale maggiore lettone nel 2019.

## Statistiche

### Cronologia presenze e reti in nazionale
| Cronologia completa delle presenze e delle reti in nazionale ― Lettonia | Cronologia completa delle presenze e delle reti in nazionale ― Lettonia | Cronologia completa delle presenze e delle reti in nazionale ― Lettonia | Cronologia completa delle presenze e delle reti in nazionale ― Lettonia | Cronologia completa delle presenze e delle reti in nazionale ― Lettonia | Cronologia completa delle presenze e delle reti in nazionale ― Lettonia | Cronologia completa delle presenze e delle reti in nazionale ― Lettonia | Cronologia completa delle presenze e delle reti in nazionale ― Lettonia |
| Data                                                                    | Città                                                                   | In casa                                                                 | Risultato                                                               | Ospiti                                                                  | Competizione                                                            | Reti                                                                    | Note                                                                    |
| ----------------------------------------------------------------------- | ----------------------------------------------------------------------- | ----------------------------------------------------------------------- | ----------------------------------------------------------------------- | ----------------------------------------------------------------------- | ----------------------------------------------------------------------- | ----------------------------------------------------------------------- | ----------------------------------------------------------------------- |
| 6-9-2019                                                                | Wals-Siezenheim                                                         | Austria                                                                 | 6 – 0                                                                   | Lettonia                                                                | Qual. Euro 2020                                                         | -                                                                       |                                                                         |
| 9-9-2019                                                                | Riga                                                                    | Lettonia                                                                | 0 – 2                                                                   | Macedonia del Nord                                                      | Qual. Euro 2020                                                         | -                                                                       |                                                                         |
| 15-10-2019                                                              | Be'er Sheva                                                             | Israele                                                                 | 3 – 1                                                                   | Lettonia                                                                | Qual. Euro 2020                                                         | -                                                                       | 87’                                                                     |
| 19-11-2019                                                              | Riga                                                                    | Lettonia                                                                | 1 – 0                                                                   | Austria                                                                 | Qual. Euro 2020                                                         | -                                                                       | 90’                                                                     |
| 3-9-2020                                                                | Riga                                                                    | Lettonia                                                                | 0 – 0                                                                   | Andorra                                                                 | UEFA Nations League 2020-2021 - 1º turno                                | -                                                                       |                                                                         |
| 6-9-2020                                                                | Attard                                                                  | Malta                                                                   | 1 – 1                                                                   | Lettonia                                                                | UEFA Nations League 2020-2021 - 1º turno                                | -                                                                       | 78’                                                                     |
| 14-11-2020                                                              | Riga                                                                    | Lettonia                                                                | 1 – 1                                                                   | Fær Øer                                                                 | UEFA Nations League 2020-2021 - 1º turno                                | -                                                                       | Cap.                                                                    |
| 17-11-2020                                                              | Andorra La Vella                                                        | Andorra                                                                 | 0 – 5                                                                   | Lettonia                                                                | UEFA Nations League 2020-2021 - 1º turno                                | 1                                                                       | Cap.                                                                    |
| 24-3-2021                                                               | Riga                                                                    | Lettonia                                                                | 1 – 2                                                                   | Montenegro                                                              | Qual. Mondiali 2022                                                     | -                                                                       | Cap. 53’                                                                |
| 27-3-2021                                                               | Amsterdam                                                               | Paesi Bassi                                                             | 2 – 0                                                                   | Lettonia                                                                | Qual. Mondiali 2022                                                     | -                                                                       | Cap.                                                                    |
| 30-3-2021                                                               | Istanbul                                                                | Turchia                                                                 | 3 – 3                                                                   | Lettonia                                                                | Qual. Mondiali 2022                                                     | -                                                                       | Cap.                                                                    |
| 4-6-2021                                                                | Riga                                                                    | Lettonia                                                                | 3 – 1                                                                   | Lituania                                                                | Amichevole                                                              | -                                                                       | Cap.                                                                    |
| 7-6-2021                                                                | Düsseldorf                                                              | Germania                                                                | 7 – 1                                                                   | Lettonia                                                                | Amichevole                                                              | -                                                                       | Cap.                                                                    |
| 1-9-2021                                                                | Riga                                                                    | Lettonia                                                                | 3 – 1                                                                   | Gibilterra                                                              | Qual. Mondiali 2022                                                     | -                                                                       | Cap. 39’                                                                |
| 7-9-2021                                                                | Podgorica                                                               | Montenegro                                                              | 0 – 0                                                                   | Lettonia                                                                | Qual. Mondiali 2022                                                     | -                                                                       |                                                                         |
| 8-10-2021                                                               | Riga                                                                    | Lettonia                                                                | 0 – 1                                                                   | Paesi Bassi                                                             | Qual. Mondiali 2022                                                     | -                                                                       | Cap.                                                                    |
| 11-10-2021                                                              | Riga                                                                    | Lettonia                                                                | 1 – 2                                                                   | Turchia                                                                 | Qual. Mondiali 2022                                                     | -                                                                       | Cap.                                                                    |
| 13-11-2021                                                              | Oslo                                                                    | Norvegia                                                                | 0 – 0                                                                   | Lettonia                                                                | Qual. Mondiali 2022                                                     | -                                                                       |                                                                         |
| 16-11-2021                                                              | Gibilterra                                                              | Gibilterra                                                              | 1 – 3                                                                   | Lettonia                                                                | Qual. Mondiali 2022                                                     | -                                                                       | Cap.                                                                    |
| 25-3-2022                                                               | Attard                                                                  | Lettonia                                                                | 1 – 1                                                                   | Kuwait                                                                  | Amichevole                                                              | -                                                                       | Cap. 87’                                                                |
| 29-3-2022                                                               | Baku                                                                    | Azerbaigian                                                             | 0 – 1                                                                   | Lettonia                                                                | Amichevole                                                              | -                                                                       | Cap.                                                                    |
| 3-6-2022                                                                | Riga                                                                    | Lettonia                                                                | 3 – 0                                                                   | Andorra                                                                 | UEFA Nations League 2022-2023 - 1º turno                                | -                                                                       | Cap.                                                                    |
| 6-6-2022                                                                | Riga                                                                    | Lettonia                                                                | 1 – 0                                                                   | Liechtenstein                                                           | UEFA Nations League 2022-2023 - 1º turno                                | -                                                                       | Cap.                                                                    |
| 10-6-2022                                                               | Chișinău                                                                | Moldavia                                                                | 2 – 4                                                                   | Lettonia                                                                | UEFA Nations League 2022-2023 - 1º turno                                | -                                                                       | Cap. 21’                                                                |
| 14-6-2022                                                               | Vaduz                                                                   | Liechtenstein                                                           | 0 – 2                                                                   | Lettonia                                                                | UEFA Nations League 2022-2023 - 1º turno                                | -                                                                       | Cap.                                                                    |
| 22-9-2022                                                               | Riga                                                                    | Lettonia                                                                | 1 – 2                                                                   | Moldavia                                                                | UEFA Nations League 2022-2023 - 1º turno                                | -                                                                       | Cap.                                                                    |
| 16-11-2022                                                              | Riga                                                                    | Lettonia                                                                | 1 – 1                                                                   | Estonia                                                                 | Amichevole                                                              | -                                                                       | Cap.                                                                    |
| 19-11-2022                                                              | Riga                                                                    | Lettonia                                                                | 1 – 1                                                                   | Islanda                                                                 | Amichevole                                                              | -                                                                       | Cap.                                                                    |
| 22-3-2023                                                               | Dublino                                                                 | Irlanda                                                                 | 3 – 2                                                                   | Lettonia                                                                | Amichevole                                                              | -                                                                       |                                                                         |
| 28-3-2023                                                               | Cardiff                                                                 | Galles                                                                  | 1 – 0                                                                   | Lettonia                                                                | Qual. Euro 2024                                                         | -                                                                       | Cap. 58’                                                                |
| 8-9-2023                                                                | Fiume                                                                   | Croazia                                                                 | 5 – 0                                                                   | Lettonia                                                                | Qual. Euro 2024                                                         | -                                                                       |                                                                         |
| 11-9-2023                                                               | Riga                                                                    | Lettonia                                                                | 0 – 2                                                                   | Galles                                                                  | Qual. Euro 2024                                                         | -                                                                       |                                                                         |
| 18-11-2023                                                              | Riga                                                                    | Lettonia                                                                | 0 – 2                                                                   | Croazia                                                                 | Qual. Euro 2024                                                         | -                                                                       |                                                                         |
| 21-11-2023                                                              | Varsavia                                                                | Polonia                                                                 | 2 – 0                                                                   | Lettonia                                                                | Amichevole                                                              | -                                                                       | 75’ 89’                                                                 |
| 11-6-2024                                                               | Liepāja                                                                 | Lettonia                                                                | 1 – 0                                                                   | Fær Øer                                                                 | Coppa del Baltico 2024                                                  | -                                                                       |                                                                         |
| 13-10-2024                                                              | Tórshavn                                                                | Fær Øer                                                                 | 1 – 1                                                                   | Lettonia                                                                | UEFA Nations League 2024-2025 - 1º turno                                | -                                                                       | 46’                                                                     |
| 14-11-2024                                                              | Skopje                                                                  | Macedonia del Nord                                                      | 1 – 0                                                                   | Lettonia                                                                | UEFA Nations League 2024-2025 - 1º turno                                | -                                                                       | cap.                                                                    |
| 17-11-2024                                                              | Riga                                                                    | Lettonia                                                                | 1 – 2                                                                   | Armenia                                                                 | UEFA Nations League 2024-2025 - 1º turno                                | -                                                                       |                                                                         |
| 21-3-2025                                                               | Andorra la Vella                                                        | Andorra                                                                 | 0 – 1                                                                   | Lettonia                                                                | Qual. Mondiali 2026                                                     | -                                                                       | Cap. 79’                                                                |
| 24-3-2025                                                               | Londra                                                                  | Inghilterra                                                             | 3 – 0                                                                   | Lettonia                                                                | Qual. Mondiali 2026                                                     | -                                                                       | Cap.                                                                    |
| 10-6-2025                                                               | Riga                                                                    | Lettonia                                                                | 1 – 1                                                                   | Albania                                                                 | Qual. Mondiali 2026                                                     | 1                                                                       | Cap. 84’                                                                |
| Totale                                                                  |                                                                         | Presenze                                                                | 41                                                                      |                                                                         | Reti                                                                    | 2                                                                       |                                                                         |

## Palmarès

### Club

#### Competizioni nazionali
- Campionato lettone: 1

Riga FC: 2020
- Coppa di Lettonia: 1

Riga FC: 2023